# 中間等鰭叉尾帶魚
中間等鰭叉尾帶魚，为輻鰭魚綱鱸形目鯖亞目帶鱼科的其中一種。分布於大西洋熱帶及亞熱帶海域，棲息深度300-1350公尺，本魚身體非常地被延長，吻部有大尖牙狀的齒，身體是虹彩色調的黑銅色，內口和鰓腔黑色。背鰭硬棘39-44枚；背鰭軟條54-59枚；臀鰭硬棘2枚；臀鰭軟條46-50枚；脊椎骨102-108個，體長可達100公分。